# Lorenzo Batlle y Grau

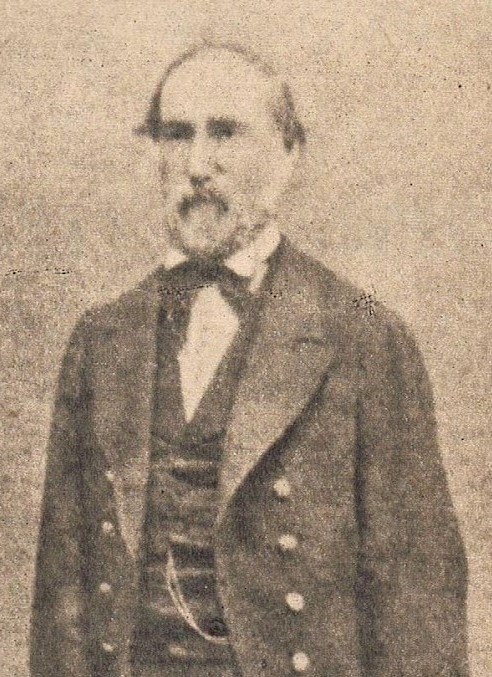
Lorenzo Cristóbal Manuel Batlle y Grau

Lorenzo Cristóbal Manuel Batlle y Grau (* 10. August 1810 in Montevideo; † 8. Mai 1887 ebenda) war ein uruguayischer Politiker des Partido Colorado. Von 1. März 1868 bis 1. März 1872 war er Präsident der Republik Uruguay.

## Leben
Lorenzo Batlle war der Sohn von José Batlle y Carreó und Getrudis Grau. Er nahm aktiv am Großen Krieg (1839–1851) teil und wurde Vorsitzender des Partido Colorado. 1865 wurde er von Venancio Flores zum General ernannt und in dessen provisorischen Regierung als Kriegs- und Marineminister aufgenommen. Im Jahr 1868 wurde er zum Präsidenten der Republik Uruguay gewählt. Er sah sich vor gewichtige wirtschaftlichen Probleme gestellt, die aus den Wirkungen der Bodenspekulation und dem Zusammenbruch von neun Banken herrührten. Unter seiner Präsidentschaft brachen Aufstände aus, die von militanten Anhängern sowohl seiner eigenen Partei, den Colorados, als auch der Opposition, den Blancos angefacht wurden. Diese gipfelten in der sogenannten „Revolution der Speere“ (1870–1872), auch „Aparicio-Krieg“ genannt, die von den Blancos unterstützt und von Anacleto Medina Viera sowie von Timoteo Aparicio angeführt wurde. Battle schlug zur Befriedung des Landes vor, seine Amtszeit zu verlängern und allgemeine Wahlen auszuschreiben, dies wurde von der Partido Blanco abgelehnt, und so schied er 1872 aus dem Amt.
Sein Sohn José Batlle y Ordóñez wurde 1903 Präsident Uruguays.